# Ильин, Евгений Павлович
Евге́ний Па́влович Ильи́н (20 марта 1933, Ленинград, СССР — 25 декабря 2015, Санкт-Петербург, Россия) — советский и российский психолог. Кандидат биологических наук (1961), доктор психологических наук (1968), профессор. Заслуженный деятель науки Российской Федерации.

## Биография
Родился 20 марта 1933 года в Ленинграде.
В 1957 году окончил Ленинградский санитарно-гигиенический медицинский институт.
В 1961 году защитил диссертацию на соискание учёной степени кандидата биологических наук по теме «О симметрии и асимметрии в деятельности двигательного анализатора человека».
С 1966 по 1969 год работал в Ленинградском государственном университете в лаборатории физиологии труда при биологическом факультете, в лаборатории инженерной психологии и на кафедре эргономики инженерной психологии факультета психологии.
В 1968 году защитил диссертацию на соискание учёной степени доктора психологических наук по теме «Оптимальные характеристики работоспособности человека» (19.00.03 — инженерная психология труда). Научным консультантом выступил член-корреспондент АН СССР, Член-корреспондент АПН СССР, кандидат педагогических наук, доктор психологических наук Б. Ф. Ломов, а тему для диссертации предложил Б. Г. Ананьев.
С 1969 года в Российском государственном педагогическом университете имени А. И. Герцена: с 1969 по 1992 г. — профессор кафедры теоретических основ физического воспитания факультета физической культуры. С 1992 года — профессор кафедры общей психологии, впоследствии преобразованной в кафедру психологии развития и образования психолого-педагогического факультета.

## Научная деятельность
С именем Евгений Павловича Ильина связана целая эпоха развития и становления Ленинградской (Петербургской) психологической школы. Советский и российский периоды научного творчества отличались бескорыстным служением науке — были посвящены разработке и внедрению научно-прикладных исследований в реальную жизнь учреждений физического воспитания и спорта, здравоохранения и образования. Созданная им научная школа — пример интеграции науки и практики; ученым подготовлено 41 кандидатов и 6 докторов наук; монографии и учебники по различным предметным областям психологии составили золотой фонд отечественной психологической науки.

### Научные труды
- Психология физического воспитания. М.: Просвещение, 1987; второе переработанное и дополненное издание: СПб: издательство РГПУ им. А. И. Герцена, 2000.
- Мотивы человека: теория и методы изучения. Киев: Выща школа, 1998.
- Психология воли. СПб: Питер, 2000, 2002, 2011.
- Мотивация и мотивы. СПб: Питер, 2000, 2007, 2008, 2011.
- Дифференциальная психофизиология. СПб: Питер, 2001, 2002.
- Эмоции и чувства. СПб: Питер, 2002, 2003, 2008, 2011.
- Дифференциальная психофизиология мужчины и женщины. СПб: Питер, 2002,2006, 2007.
- Психомоторная организация человека. СПб: Питер, 2003.
- Психология: Учебник для средних специальных учебных заведений. СПб: Питер, 2004.
- Психология индивидуальных различий. СПб: Питер, 2004, 2011.
- Психофизиология состояний человека. СПб: Питер, 2005.
- Дифференциальная психология профессиональной деятельности. СПб: Питер, 2008, 2011.
- Работа и личность. Трудоголизм, перфекционизм, лень. СПб: Питер, 2011.
- Пол и гендер. СПб: Питер, 2011.
- Психология общения и межличностных отношений. СПб: Питер, 2011, 2012, 2013.
- Психология творчества, креативности, одаренности. СПб: Питер, 2011, 2012.
- Психология спорта. СПб: Питер, 2011, 2012.
- Психология риска: пособие. СПб: Питер, 2012.